# Da Hinggan Ling
Da Hinggan Ling (chiń.: 大兴安岭地区; pinyin: Dàxīng’ānlǐng Dìqū) – prefektura w Chinach, w prowincji Heilongjiang. Siedzibą prefektury jest dzielnica Jiagedaqi. W 1999 roku liczyła 536 620 mieszkańców.

## Podział administracyjny
Prefektura Da Hinggan Ling podzielona jest na:
- miasto: Mohe
- 4 dzielnice: Jiagedaqi, Huzhong, Xinlin, Songling.
- 2 powiaty: Tahe, Huma.